# Rio Curmătura (Muşuleţi)
O Rio Curmătura (Muşuleţi) é um rio da Romênia, afluente do Muşuleţi, localizado no distrito de Braşov.